# Psittacanthus mayanus
Psittacanthus mayanus là một loài thực vật có hoa trong họ Loranthaceae. Loài này được Standl. & Steyerm. miêu tả khoa học đầu tiên năm 1944.